# Atopophlebia fortunensis
Atopophlebia fortunensis är en dagsländeart som beskrevs av Seville Flowers 1980. Atopophlebia fortunensis ingår i släktet Atopophlebia och familjen starrdagsländor. Inga underarter finns listade i Catalogue of Life.